# ドリームネットPAPA
『ドリームネットPAPA』は柴田亜美の漫画。 講談社「amie」で連載。全4巻。

## 概要
1997年、少女漫画雑誌　月刊「amie」にて連載されていた愛と感動のドタバタホームコメディ漫画。家庭とゲーム業界が舞台。時々同じくamieで連載していたCLAMPの『CLOVER』のパロディが出てくる。『緊急出動すずめちゃん!』に登場するキャラクターが出てくる。

## ストーリー
大手ゲーム会社“ドリームス”でプロデューサーを務める「五味ヒデハル」は、2年前に離婚した妻「クラリス」がアメリカで出産した自分の息子「ネット」を、クラリスの他界を機に引き取ることになる。息子は1歳にしてアメリカの一流大学、マサチューセッツ工科大学を卒業した超天才赤ちゃんだった。
ネットの開発したゲーム機「トイボックス」を狙うヒデハルのライバル会社“リアール社”の刺客たち“クラッシャー”とのゲームでの戦いや、ご近所付き合いなどから家族や友情、夢といったものを学んでゆく。  

## 主な登場人物と人以外のもの
ネット
1歳にしてマサチューセッツ工科大学を卒業した超天才赤ちゃん。病気がちな母のために「トイボックス」を開発する。唯我独尊な性格。当初はヒデハルの事を仕事に没頭して母親に寂しい思いをさせたと思っていたが、彼のクラリスに対する想いと仕事に対する信念を目の当たりにする内に家族として打ち解けるようになる。
五味ヒデハル（ごみ ヒデハル）
ネットの父。大手ゲーム会社“ドリームス”勤務する有名ゲームプロデューサー。子どもに夢を与えるゲームを作り、自分のゲームで子どもの笑顔が見るのが好き。些細な理由で離婚したがクラリスをまだ愛している。ネットが超天才なのを自分の子だから天才だと思っている。プライドが高い。何かあると仕事に逃げる。愛車はフェラーリ・F50。モデルは元セガのゲームクリエイター中裕司（当時彼の愛車はナックルズ色のフェラーリ・F355とソニック色のポルシェ・911カレラ2だったため）。
クラリス
ネットの母でヒデハルの元妻。愛するネットを残して他界してしまった。ネットとヒデハルから死後も深く愛されており、彼らの心を繋げる役回りの人物。誕生日は2月18日、宝物はヒデハルから初めてプレゼントされたアメジストの小さなイヤリング。ヒデハルと付き合うまでエリオット曰く「男嫌い」だったらしい。作品には回想シーンで登場。
ウサたん
ネットの開発したゲーム機「トイボックス」に入っているピンクのうさぎの立体映像のバーチャルペット。ネットが病気がちの母のために作ったが、完成したウサたんを見て母は入院してしまった。いつもネットの隣にいる。鳴き声は「ウ～サた～ん」。カーナビゲーションに憑依できる。自転車に憑依すれば空も飛べる。
メディア・マルチ
ネットの恋人。アメリカ育ちの2歳児でネットと同じくマサチューセッツ工科大学卒業。アメリカからネットを追って日本にやってくる。大学でネットと共にバーチャルペットの開発をし、「トイボックス」に匹敵するゲーム機「ラブボックス」を所有。登場早々バズーカ砲で家を破壊する自称「おてんば娘（トムボーイ）」。
第8話から登場。
クマたん
メディアの開発したゲーム機「ラブボックス」に入っている黄緑色のクマの立体映像のバーチャルペット。鳴き声は「ク～マた～ん｣
第8話から登場。
エリオット・マルチ
メディアの父親。わずか28歳にしてアメリカ最大手ソフトメーカー“ピンクフラミンゴ”の社長。オカマで会社は男性社員は女装出社が規則としている。クラリスの大学の心友でヒデハルとは犬猿の仲。メディアとネットの姿を観ながら、クラリスの事を異性として愛していた事をヒデハルに告白している。
第9話から登場。
秀樹（ひでき）
ヒデハルのライバルゲーム社“リアール”に勤務するサラリーマン。ヒデハルの家を盗聴した事で知った「トイボックス」を狙っている。『緊急出動すずめちゃん!』にも登場。元ネタは柴田亜美の担当編集だった山之内秀樹。
第1話から登場。
イリエ総統
リアール社の社長。社員に自らを総統と呼ばせている。子どもに現代をいかにしたたかに生き抜くか、現実の厳しさを教えるのがモットー。夢を与えるゲームではなく売れるゲームを作る。秀樹と同じく『緊急出動すずめちゃん!』にも登場。元ネタは『なかよし』編集長だった入江祥雄。
第5話から登場。
黒岩アキラ（くろいわ アキラ）
リアール社のアルバイトで一人目の“ゲームクラッシャー”。天才少年ゲームプログラマーだが、11歳の時に父親が犯罪者として逮捕された事で起こったいじめが元で人間不信となり、子どものための“夢”を与えるゲームを嫌う。ネットとヒデハルと勝負した後、改心する。慶應義塾大学の医学部生で医者を目指す理由は「血を見るのが好きだから」。クラッシャーの後はリアール社で医学部の教材用に手術のシミュレーションゲームを制作している。ゲームに負けてからネットと仲良く遊んでいる。ネット以外に友達はいない。第六話で教師との男色疑惑を受けるが本人は否定。しかし最終話で“homo”と書かれたTシャツを着用している。あだ名は「猟奇ホモ」。猫が大好き。
第2話から登場。
八神キョウジ（やがみ きょうじ）
リアール社の二人目の“ゲームクラッシャー”。病に苦しむ人間の病だけでなく、心も救うことを目指し、医学熱心な若き天才脳外科医として注目を浴びていたが、弟の死から医学で脳と心を癒すことに限界を感じ、ゲームで心を“創り”だそうとする。黒岩アキラの大学の先生で男色疑惑の相手。リアール社のアルバイトに明け暮れ、講義をサボり気味の黒岩アキラに講義の補講をしてあげている。
第5話から登場。
大嶋ナオト（おおしま ナオト）
ドリームスのアートディレクターでヒデハルの部下。動物に好かれるナイーブな青年。親の愛情がわからず、家族愛をテーマとしたゲーム制作のためにヒデハルの家にいく。バッファローの世話を押し付けられたり、何かあるとヒデハルに巻き込まれたりと大変な役だが、回を増すごとにイイ性格になってゆく。モデルは元セガのゲームクリエイター大島直人。
第12話から登場。
安土麗（あんど れい）
ニックネームはアンドレ。蛇使い座の13歳。ネットのご近所で友達。当初は厳格な祖母に対して自分の意思を主張出来ない性格だったが、ネットとの出会いで克服する。獣医を目指している。ペットはバッファローのオーギュスト・ボウ。好きなお茶はカモミールのミルクティー。
第4話から登場。
安土のおばあ様
アンドレの祖母で女手一つで彼を育てている。町内会の温泉旅行で食中毒で入院。
第4話から登場。
オーギュスト・ボウ
アンドレのペットのバッファロー（アメリカンバイソンともいう）。雄。黒岩アキラに恋をしている。
第13～14話に登場。
セバスチャン
安土家の執事。
第13話に登場。
ナオトの父
大嶋ナオトの父親。ナオトが幼い頃に起きた水害で目の前で流されていく息子を助ける事が出来たが、妻を助ける事が出来ずに死なせてしまう。その事に対する強い罪悪感から息子に対して距離を取ってしまい、ナオトに反感を抱かれてしまう。登場時は病床に臥せり、余命幾許の無い状況であり、彼の妹である叔母から上記の事情を聞いたナオトと和解した後に他界する。
第12話に登場。
小津節子（おづ せつこ）
ネットの住む町の町内会長。度量の広い性格でネットとメディアを普通に受け入れる。戦争で弟を亡くし、出征する弟に最後、やさしい言葉をかけられなかったことを悔やむ。
第17話（最終話）に登場。
小津哲志（おづ てつし）
小津節子の弟。戦時中、18歳で航空隊に志願し出征、特攻で戦死。
第17話に登場。

## 登場するゲーム
トイボックス
夢のゲーム機。立体映像の「ウサたん」を内蔵。
内蔵ソフト/バーチャルカラオケ“ネットサウンド”
開発・製作/ネット
第1話～
モンスターエッグ
モニターの中でモンスターにエサを与えたり身の回りの世話をして好みのモンスターに育てていくゲームソフト。
開発・製作代表者/五味ヒデハル
第1話
セルフ
一人前の魔法使いを育てるゲームソフト。プレイヤーがキャラクターのスケジュールを決めて魔法の訓練をさせる。自分で育てたキャラクターはデジタル通信で他人のキャラクターとネット対戦させることができる。試合に負けても修行を積んでからまた再挑戦できる。「何度でも挑戦することで今日の自分は昨日の自分より強くなれる“己に勝つ（ビーマスターオブワンセルフ）”ゲーム」
黒岩アキラによって「DESTROY "B"」というウイルスを送り込まれるが、アキラとの勝負に勝ち、「HOPE」というパスワードのワクチンで直る。
開発・製作代表者/五味ヒデハル
第2～3話
BLOODY MONDAY(ブラッディマンデー)
プログラムは超一級だが、内容の残虐さで即回収となったゲーム。
月曜日の小学校にチェーンソーを持った殺人鬼が乱入し、主人公は殺人鬼から逃げながら武器を探し、殺人鬼をしとめるゲーム。エンディングは3通りあり、普通のエンディングでは殺人鬼は担任の先生、隠しモードのエンディングでは主人公の父親、真のエンディングではもう一人の主人公“セルフ”になっている。
真のエンディングに辿り付くと、メモリーが自動消去される。ネットの推測だと、本当はこのゲームを消したがっていた製作者の意図である。
開発・製作/黒岩アキラ
第2～3話
メッセージ
「ハッピーパンダ」というキャラクターにメッセージを送り、ハッピーパンダとの親密度を高めていくゲーム。
ネットがクラリスのために作り、アンドレにあげたゲーム
開発・製作/ネット
第4話
ブレインショック
額にチップを貼ってプレイするバーチャルゲーム機。額のチップから脳の後頭葉の視覚野部分に刺激を与え、プレイヤーの目に仮想空間を映し出し、また、側頭葉の感情を動かす扁桃体に刺激を与える。
開発・製作代表者/八神キョウジ
第5～7話
H・and・S(ハイド・アンド・シーク かくれんぼ)
ゴーグルをつけてプレイするバーチャルゲーム機。森の中で仲間を見つけ、プリントコーナーで記念撮影をしてセーブする。
開発・製作代表者/五味ヒデハル
第6～7話
ラブボックス
夢のゲーム機。立体映像の「クマたん」を内蔵。
開発・製作/メディア
第8話～
ラブラブ　ぽっぷペット
元は黒岩アキラがプログラムした、リアルな目玉が落ちてくる“落ちゲー”ゲームソフト。ネットとメディアにより、クマたんポップとウサたんポップ、おじゃまホモポップ、オヤジポップ、レインボー病気ポップが落ちてくるゲームになった。
ネットとメディアが結婚とメディアの帰国を賭けて対決。
開発・製作/ネットとメディア（元は黒岩アキラ）
第8話
アルティミット ダンシング マスター
千種類以上の踊りがインプットされたダンスゲーム。コントローラーが靴になっていて、プレイヤー自身の踊りの特訓が必要となる。『DD』という名のウサギの立体映像がゲームの審判をする。
ネットとメディアが結婚とメディアの帰国とトイボックスを賭けて対決。
開発・製作/ネットとメディア
第9～10話
みつめて ハント・凝視！
キャラクターの瞳を見つめて好感度を上げ仲良くなる恋愛シミュレーションゲーム。元のキャラクターはゾンビだったが、ネットとメディアの改造によりキャラクターは珍獣や妖精になり、フィールドもトイボックスと組み合わせることでバーチャル世界になる。元の制作目的は、人間不信だったアキラが女の子と話すチャンスを得るため。でもキャラクターはゾンビギャル。
開発・製作/黒岩アキラ（後にネットとメディアに改造される）
第14話